# Chavanon
Pour les articles homonymes, voir Chavanon (homonymie) et Ramade.
Le Chavanon (également appelé la Ramade, dans sa partie amont) est une rivière française du Massif central, affluent en rive droite de la Dordogne.

## Géographie

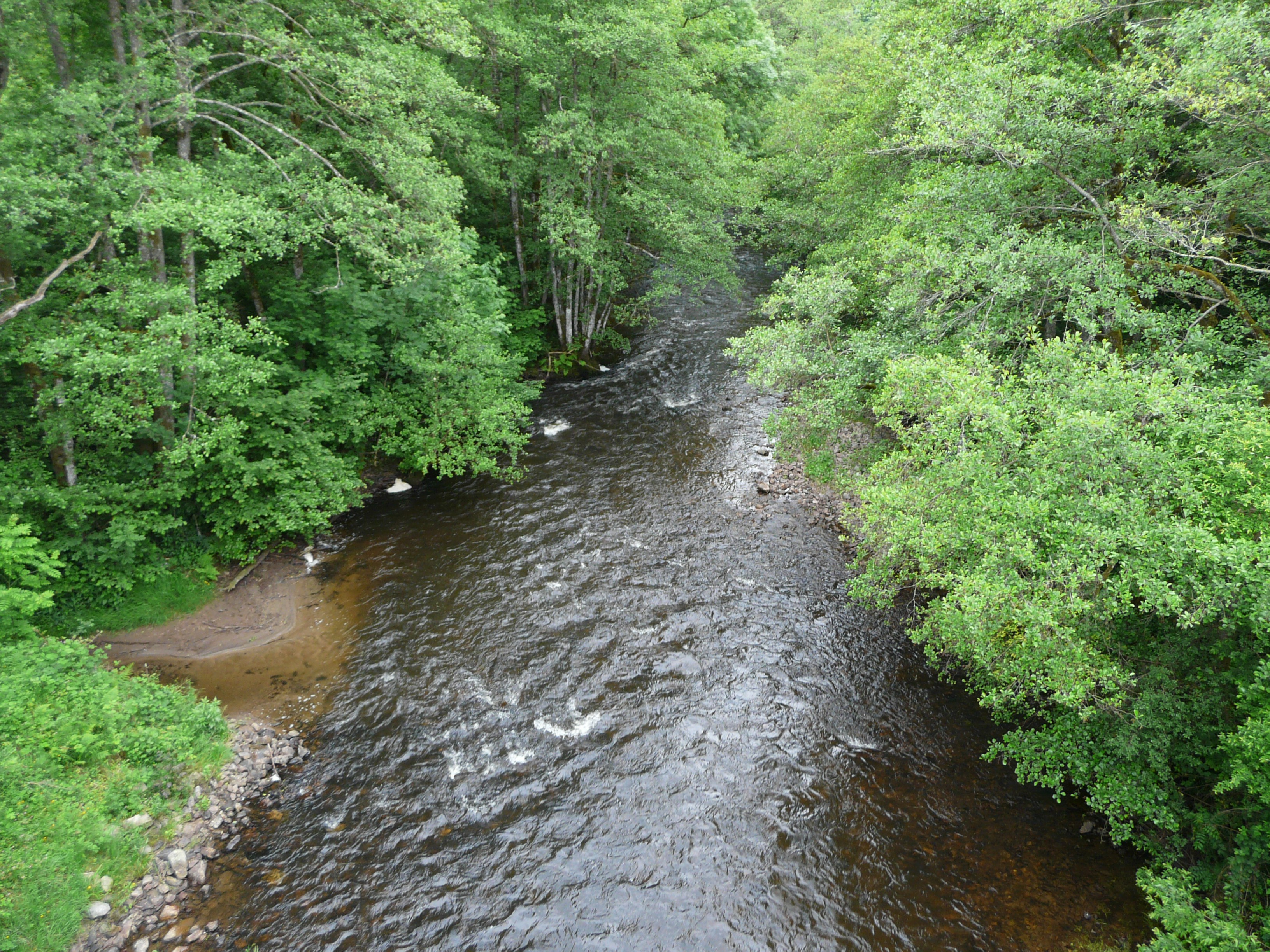
Le Chavanon en limites de Feyt et de Bourg-Lastic.

Selon le Sandre, le Chavanon est une rivière du Massif central qui porte le nom de Ramade en amont de son confluent avec la Méouzette.
La Ramade prend sa source vers 790 m d’altitude dans la Creuse, sur la commune de Crocq, au lieu-dit Ribière Vieille, juste au sud du croisement des routes départementales 9 et 996.
Après avoir traversé l’étang de la Ramade, elle pénètre dans le Puy-de-Dôme.
Elle reçoit sur sa droite son affluent le plus long, la Méouzette, et prend alors le nom de Chavanon. Celui-ci est grossi successivement par le ruisseau de Cornes puis la Clidane, tous deux sur sa gauche.
La rivière passe sous le viaduc du Chavanon emprunté par l'autoroute A89, avant de recevoir sur sa rive droite le ruisseau de la Barricade. 
Après s'être écoulé pendant plusieurs kilomètres dans des gorges, le Chavanon rejoint la Dordogne en rive droite, à 538 m d’altitude, environ un kilomètre au nord du pont d'Arpiat et de l’extrémité nord du lac de retenue du barrage de Bort-les-Orgues, deux kilomètres au nord-est du village de Confolent-Port-Dieu, en limite des communes de Savennes et de Confolent-Port-Dieu.
Sur la plus grande partie de leurs cours, la Ramade et le Chavanon marquent, en deux tronçons, la limite entre les régions Nouvelle-Aquitaine (départements de la Creuse et de la Corrèze) et Auvergne-Rhône-Alpes (département du Puy-de-Dôme).
L'ensemble Ramade-Chavanon est long de 54,2 km pour un bassin versant de 474 km2.
Son nom se retrouve dans celui d'un lieu-dit de la commune de Bourg-Lastic, situé en bordure de la rivière et de l'ancienne route nationale 89.

### Environnement

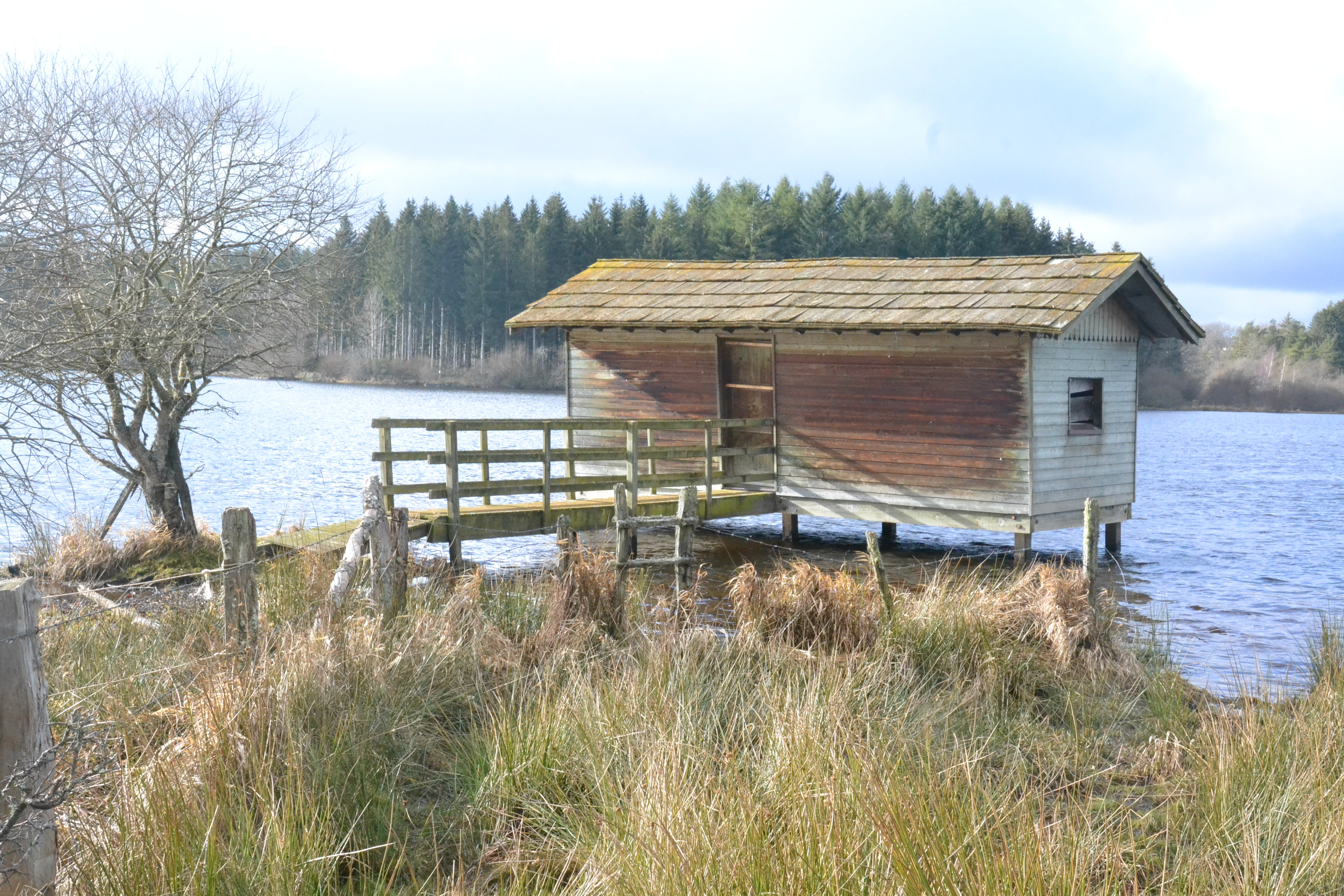
Cabane d'observation sur l'étang de la Ramade.

Le Chavanon et nombre de ses affluents ou sous-affluents sont identifiés dans le réseau Natura 2000 comme faisant partie des sites très importants pour la loutre.
Sa partie corrézienne, avec sa flore spécifique, est une zone naturelle d'intérêt écologique, faunistique et floristique (ZNIEFF).

### Affluents
Parmi les 34 affluents du Chavanon répertoriés par le Sandre, quatre dépassent les dix kilomètres de longueur. D'amont vers l'aval se rencontrent :
- la Méouzette, 23,9 km[4] en rive droite ;
- le ruisseau de Cornes, 11,5 km[5] en rive gauche ;
- la Clidane, 22,8 km[6] en rive gauche ;
- le ruisseau de la Barricade, 11,9 km[7] en rive droite.

### Hydrologie
À sa confluence avec la Dordogne, le Chavanon est plus long qu'elle, mais son débit est de moindre importance.
Le débit du Chavanon a été observé sur une période de 51 ans (1961-2011), à la station hydrologique de Messeix, au lieu-dit la Cellette, en amont de sa confluence avec la Clidane. À cet endroit, le bassin versant représente 362 km2, soit les trois quarts de celui du cours d'eau.
Le module y est de 6,40 m3/s. 
Le Chavanon présente des fluctuations saisonnières de débit, avec une période de hautes eaux caractérisée par un débit mensuel moyen évoluant dans une fourchette de 7,29 à 10,50 m3/s, de décembre à mai inclus (avec un maximum en janvier et février). La période des basses eaux a lieu de juillet à septembre, avec une baisse du débit moyen mensuel allant jusqu'à 2,03 m3/s au mois d'août. Cependant ces chiffres ne sont que des moyennes et les fluctuations de débit peuvent être plus importantes selon les années et sur des périodes plus courtes. 
À l'étiage le VCN3 peut chuter jusque 0,48 m3, en cas de période quinquennale sèche, soit 480 litres par seconde.
Les crues peuvent cependant s'avérer importantes. Les QIX 2 et QIX 5 valent respectivement 49 et 63 m3/s. Le QIX 10 est de 73 m3/s, le QIX 20 de 82 m3/s, tandis que le QIX 50 se monte à 94 m3/s.
Le débit instantané maximal enregistré à la station de Messeix durant cette période a été de 81,9 m3/s le 1er novembre 1994. Si l'on compare cette valeur à l'échelle des QIX de la rivière, cette crue était égale au QIX 20, donc destinée à se reproduire en moyenne tous les vingt ans. À cet endroit et sur cette période, la valeur journalière maximale de 69 m3/s a été atteinte le 13 janvier 1962. Cependant, une autre station hydrologique située en amont à Bourg-Lastic (Chavanon-Chantier) a fonctionné de 1929 à 1973. Le 8 décembre 1944, elle a enregistré un débit maximal journalier de 85,5 m3/s, supérieur au débit maximal instantané relevé à Messeix en 1994.
Au total, le Chavanon est un cours d'eau abondant. La lame d'eau écoulée dans son bassin versant est de 560 millimètres annuellement, ce qui est très largement supérieur à la moyenne de la France entière tous bassins confondus (320 millimètres). Le débit spécifique (ou Qsp) du Chavanon atteint ainsi à Messeix le chiffre de 17,7 litres par seconde et par kilomètre carré de bassin.

### Régions, départements et communes traversés

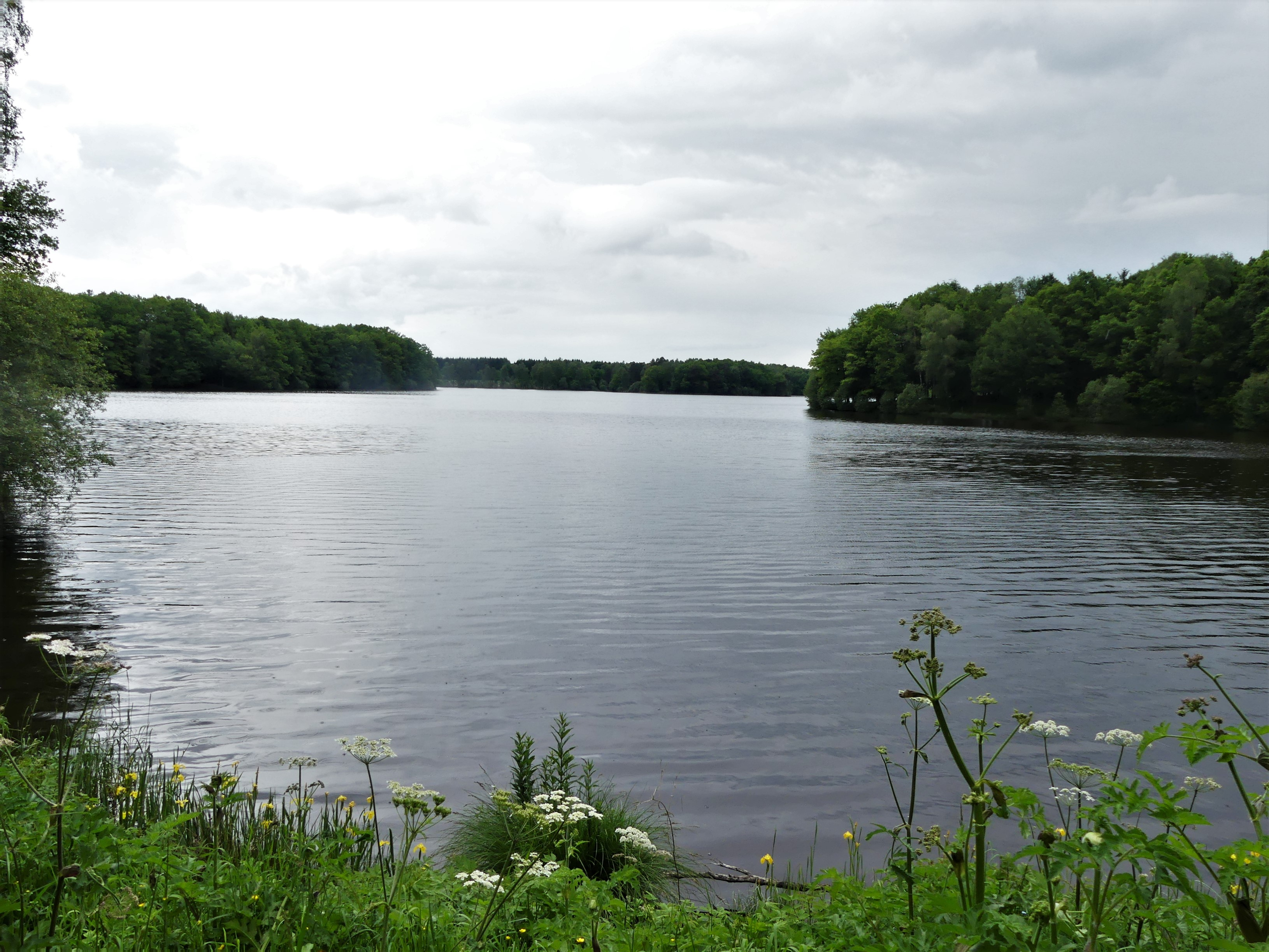
L'étang de la Ramade situé en Creuse à Flayat marque la limite avec le Puy-de-Dôme (commune de Fernoël).

Le Chavanon arrose deux régions, trois départements et dix-sept communes,, soit :
- région Nouvelle-Aquitaine
  - département de la Creuse
    - Crocq (source)
    - Basville
    - Flayat
    - Saint-Merd-la-Breuille

  - département de la Corrèze
    - Laroche-près-Feyt
    - Feyt
    - Monestier-Merlines
    - Merlines
    - Saint-Étienne-aux-Clos
    - Confolent-Port-Dieu (confluent)
- région Auvergne-Rhône-Alpes
  - département du Puy-de-Dôme
    - Fernoël
    - Giat
    - Verneugheol
    - Saint-Germain-près-Herment
    - Bourg-Lastic
    - Messeix
    - Savennes (confluent)

## Histoire
- Pendant la Seconde Guerre mondiale, le Chavanon servit à plusieurs embuscades tendues par les maquis du Limousin contre les troupes d'occupation et de répression allemandes.

## Monuments ou sites remarquables à proximité
- Les gorges du Chavanon[11],[12].

## Divers
- Chavanon est aussi connu comme étant un village du Massif central où débute l'histoire du célèbre roman Sans famille écrit par Hector Malot.